# ریپابلیک پلازا
ریپابلیک پلازا، (به انگلیسی: Republic Plaza) آسمان‌خراش ۵۶ طبقه به ارتفاع ۲۱۸ متر، با کاربری اداری-تجاری است، که در شهر دنور، کلرادو, ایالات متحده آمریکا مستقر می‌باشد. پروژه ساخت این ساختمان در سال ۱۹۸۱ با طراحی شرکت اسکیدمور، اوینگز و مریل آغاز شد و در سال ۱۹۸۴ تکمیل و افتتاح گردید.

## نگارخانه

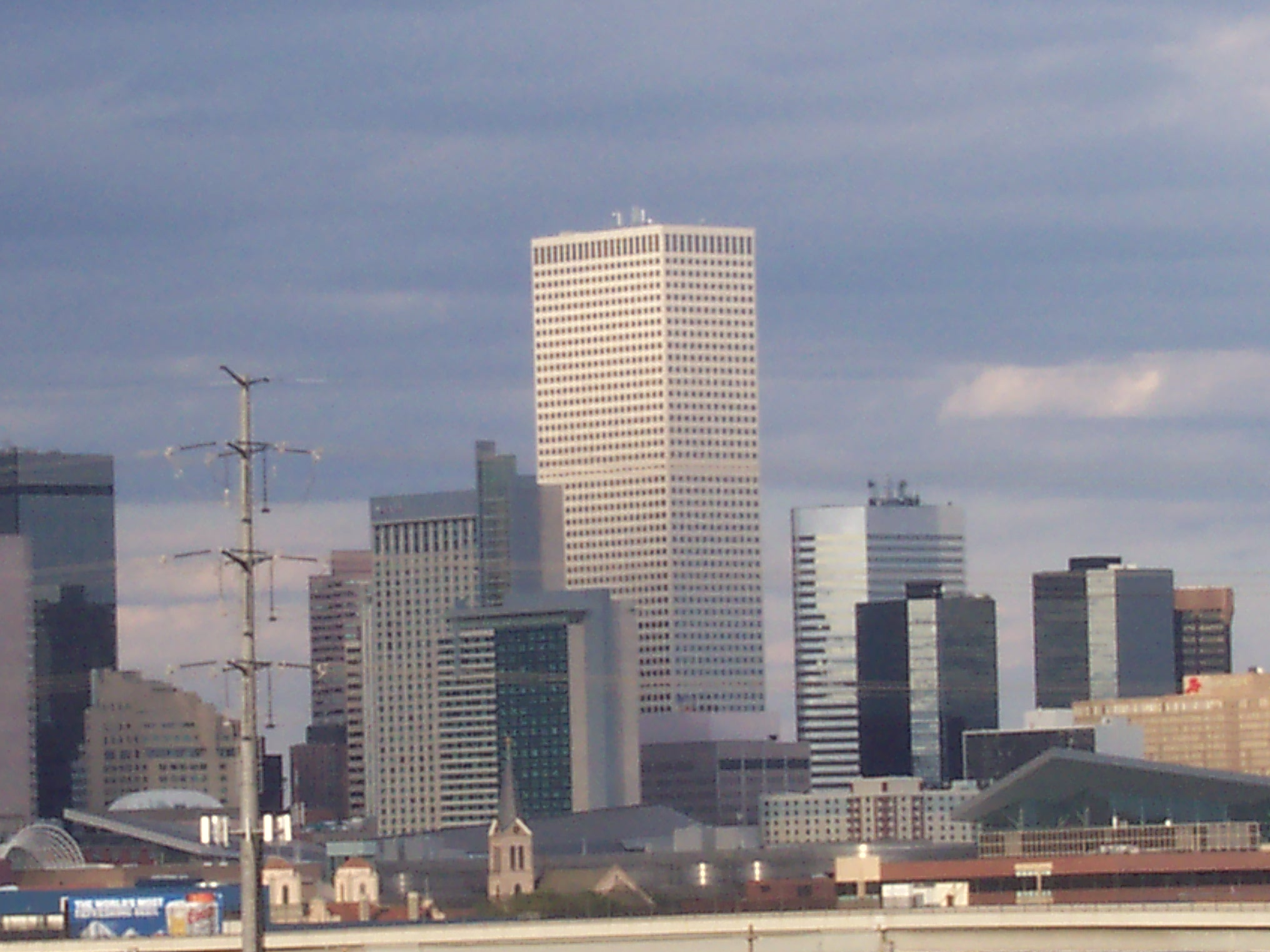
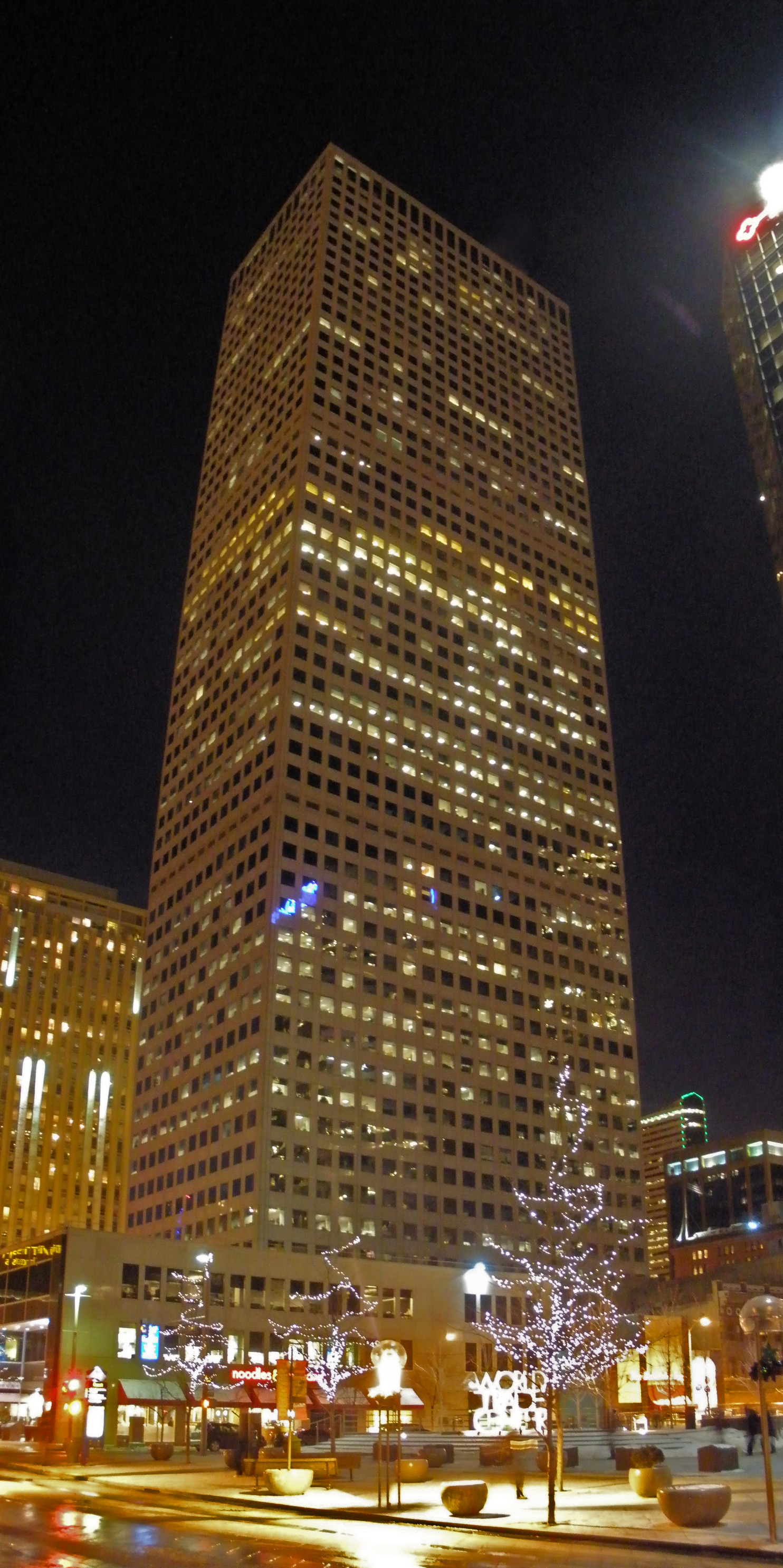